# 서울 기원사 독성도
서울 기원사 독성도(서울 祈願寺 獨聖圖)는 서울특별시 노원구, 기원사에 있는 조선시대의 불화이다. 2009년 3월 5일 서울특별시의 유형문화재 제282호로 지정되었다.

## 개요
청록산수 화법으로 그려진 소나무 아래 앉아있는 빈두로존자(賓頭盧尊者)를 그린 독성도(獨聖圖)이다. 빈두로존자는 16나한을 대표하는 신앙의 대상으로 석가모니불의 정법을 수호하며, 중생을 제도하는 역할을 맡은 나한으로서 독성(獨聖)이라고도 불린다. 그 모습은 흔히 눈썹이 길게 늘어진 노인으로 표현된다.
화면의 중앙에는 흰 눈썹 가닥이 길게 아래로 늘어진 빈두로존자가 시선을 오른쪽으로 향한 채 오른쪽 어깨를 비스듬히 기울이고, 오른손을 무릎에 놓은 자세로 앉아 있다. 머리 뒤에는 광배가 표현되었고 몸에 입은 붉은 가사는 왼쪽 어깨 아래로 흘러내려 뼈가 드러나는 앙상한 가슴이 보이며 그 아래로 녹색 법의를 받쳐 입었다. 가사의 끝단에는 화문(花文)이 장식되어 있는데 적색·녹색의 복식과 더불어 매우 화려하다. 존자의 오른편에는 고목둥치가 있고 그 위에 세발향로가 올려져 있다. 소나무 그늘 위에는 흰 구름이 펼쳐지고 그 사이로 푸른 하늘과 붉은 태양이 조금 드러나 있다.
화면의 우측 하단의 화기(畵記)는 푸른 안료로 덧칠되어 전체를 판독하기 어렵지만 “공양(供養)”, “원(圓)” 등의 몇 자는 알아볼 수 있다.
이 불화는 전체적으로 화기가 훼손되어 조성시기 및 화원에 대해서는 명확하게 알 수 없지만, 적색과 녹색을 주조로 백색과 청색을 함께 사용하는, 19세기 중반 이후 불화에서 전형적으로 나타나는 색채감과 짜임새 있는 구도가 돋보이는 작품이다.

## 참고 자료
- 기원사독성도 - 국가유산청 국가유산포털